# Platyrinchus leucoryphus
Platyrinchus leucoryphus là một loài chim trong họ Tyrannidae.